# Estadi Apóstolos Nikolaidis
Propietat del Panathinaikos AO, l'estadi Apostolos Nikolaidis va ser inaugurat el 1922. Té una capacitat de 16.620 espectadors.